# AMC Gremlin
L'AMC Gremlin est une berline produite par le constructeur automobile américain American Motors Corporation (AMC) de 1970 à 1978. Présentée comme une réponse aux importations étrangères sur le marché automobile américain comme la Volkswagen Coccinelle, la Gremlin est conçue pour offrir une option économique, en faisant l'une des premières « sous-compactes » américaines.
Basée sur l'AMC Hornet dont l'arrière est raccourci, la Gremlin se distingue par son style atypique, trapu et abrupt. Ce choix stylistique controversé constitue l'un des éléments de son succès, conférant au modèle une certaine popularité auprès des jeunes. Elle bénéficie au cours de sa carrière de quelques améliorations tant sur le plan technique qu'esthétique, notamment en 1977 où elle a fait l'objet d'une refonte de design. Finalement, elle laisse place à l'AMC Spirit, qui lui succède en 1979, après plus de 670 000 exemplaires vendus.
Elle devient dès lors un symbole des années 1970, au côté d'autres modèles de la même époque, tant par son design que par son image de voiture économique enclin à des problèmes de fiabilité, tel qu'ultérieurement illustré dans le film Cars 2 de John Lasseter.

## Historique

### Contexte
Au milieu des années 1960, la marque Volkswagen exporte aux États-Unis sa Coccinelle. Bien que d'origine allemande, la plus grande partie de sa production est exportée massivement sur le marché américain, où son succès devient phénoménal. En pleine période des Trente Glorieuses, les foyers américains ne se contentent plus d'une seule voiture, et la Coccinelle répond ainsi à ces nouvelles demandes et devient la première automobile étrangère à s'imposer sur le marché américain. C'est aussi le cas des Corolla E10 et E20 de la firme japonaise Toyota, qui font leur apparition en Amérique du Nord à cette époque.
Alors que la popularité de la Coccinelle est en hausse, l'American Motors Corporation, qui se positionne pourtant également comme un constructeur d'automobiles économiques, voit ses ventes baisser. American Motors prépare alors une nouvelle berline compacte, l'AMC Hornet, pour remplacer les vieillissantes Rambler. Malgré un nouveau design et quelques améliorations techniques, la Hornet ne reste qu'une simple modernisation de sa prédécesseure. Pour concurrencer les importations, AMC doit donc produire une berline plus petite, pour affronter la Coccinelle et autres importations étrangères.

### Conception et développement

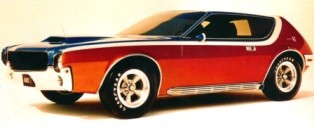
L'AMC AMX-GT, concept car préfigurant la Gremlin.

L'origine de la Gremlin remonte à 1966, lorsque Dick Teague, chef du département de design chez American Motors, et le styliste Bob Nixon échangent sur la possibilité de créer une berline compacte et raccourcie chez AMC. Plus tard durant la même année, lors d'un vol à bord de la Northwest Orient Airlines, Dick Teague, en compagnie de Bob Nixon, pense à raccourcir l'arrière d'une AMC Javelin pour donner un style plus compact à la voiture. Les deux n'ayant pas prévu de faire de croquis conceptuels pendant le vol, ils sont contraints de dessiner sur un sac contre le mal de l'air, placé dans la poche du siège. L'idée du duo mûrit, et Bob Nixon réalise rapidement les premiers croquis officiels de la conception de la voiture. American Motors n'ayant pas les ressources financières nécessaires pour la création d'un design entièrement nouveau, l'idée de Teague d'utiliser la base de l'AMC Javelin est retenue. Cette idée aboutit au concept AMX-GT, présenté pour la première fois au salon de l'automobile de New York en avril 1968.
Après la présentation du concept, Bob Nixon, futur chef du design d'AMC, continue de développer le design de la futur Gremlin. Durant sa phase de conception, l'objectif principal est de réduire la taille de la voiture, désormais basée sur l'AMC Hornet. Par conséquent, son empattement est réduit de 2 743 à 2 438 mm, et sa la longueur totale de 4 547 à 4 089 mm. Ces mesures la rendent 50 mm plus longue que la Volkswagen Coccinelle, mais tout de même plus court que ses concurrentes, les Ford Pinto et Chevrolet Vega.
Le nom de l'auto vient du gremlin, créature folklorique de petite taille, ayant pour occupation le sabotage des appareils mécaniques. Durant la Seconde Guerre mondiale, les pilotes de la Royal Air Force attribuent à ces créatures la responsabilité de pannes et de problèmes mécaniques qui surviennent mystérieusement sur leurs avions. Le choix de ce nom pour le futur modèle d'AMC étonne la clientèle et la presse, mais American Motors se défend en créant une campagne marketing autour de la phrase « A pal to its friends and an ogre to its enemies » (« un copain pour ses amis et un ogre pour ses ennemis »),.

### Présentation, lancement et améliorations

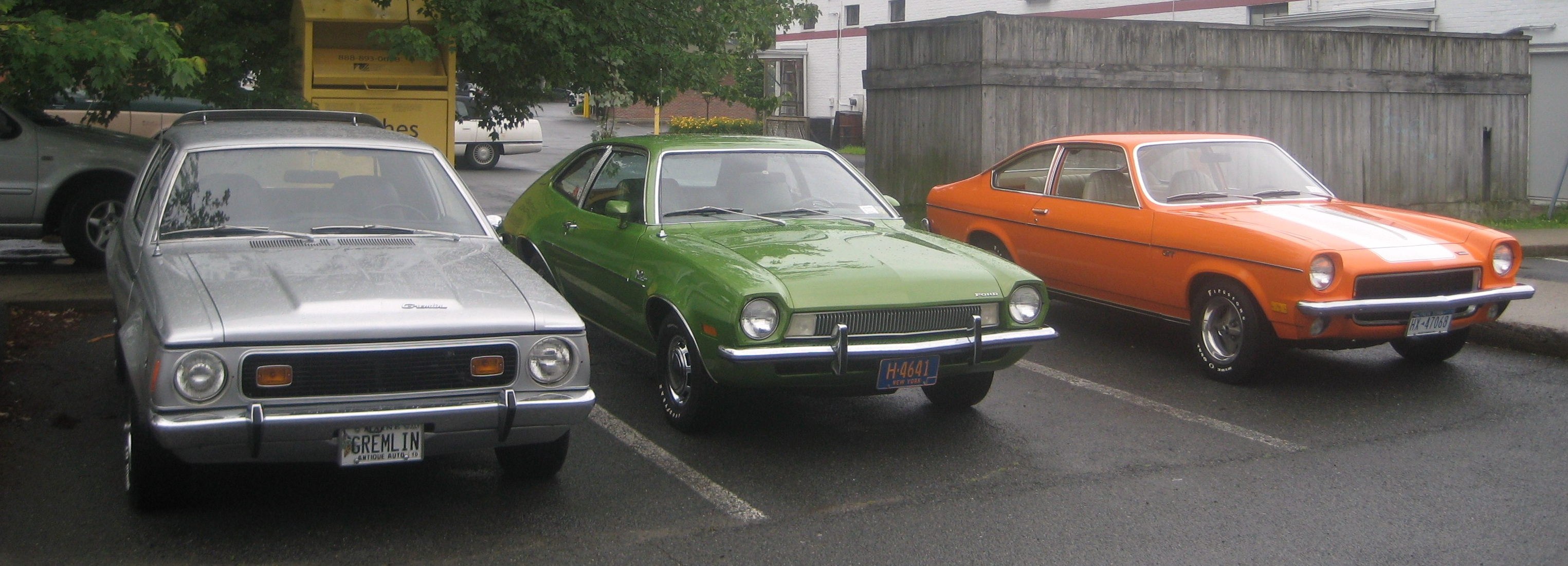
Une Gremlin, à gauche, face à ses deux concurrentes américaines : la Ford Pinto (au centre), et la Chevrolet Vega (à droite).

En tirant parti de la symbolique associée à cette date, American Motors décide de lancer officiellement l'AMC Gremlin le 1er avril de l'année 1970. Au moment de son lancement, la Gremlin est disponible en deux versions. La première est la version « de base » pour deux passagers, dépourvue de siège arrière et dotée d'une lunette arrière fixe. La deuxième est une version à hayon pouvant accueillir quatre personnes, avec une lunette arrière ouvrante. Pour sa première année, le modèle s'écoule à 25 300 exemplaires.
Pour l'année modèle 1971, le modèle « X » est introduit en tant qu'option sur le modèle à 4 passagers et s'avère rapidement extrêmement populaire. Durant cette année, la Gremlin subit de nombreux changements mécaniques, et le moteur 3,8 L (auparavant en option) devient de série.
En 1972, toutes les versions de la Gremlin reçoivent un nouveau carénage, de la couleur de la carrosserie. Cette année-là, le modèle « de base » à deux places est abandonné, après s'être vendu à 3 017 unités en 18 mois. Divers autres améliorations techniques mineures sont apportées afin d'améliorer la fiabilité et la durabilité de la voiture.

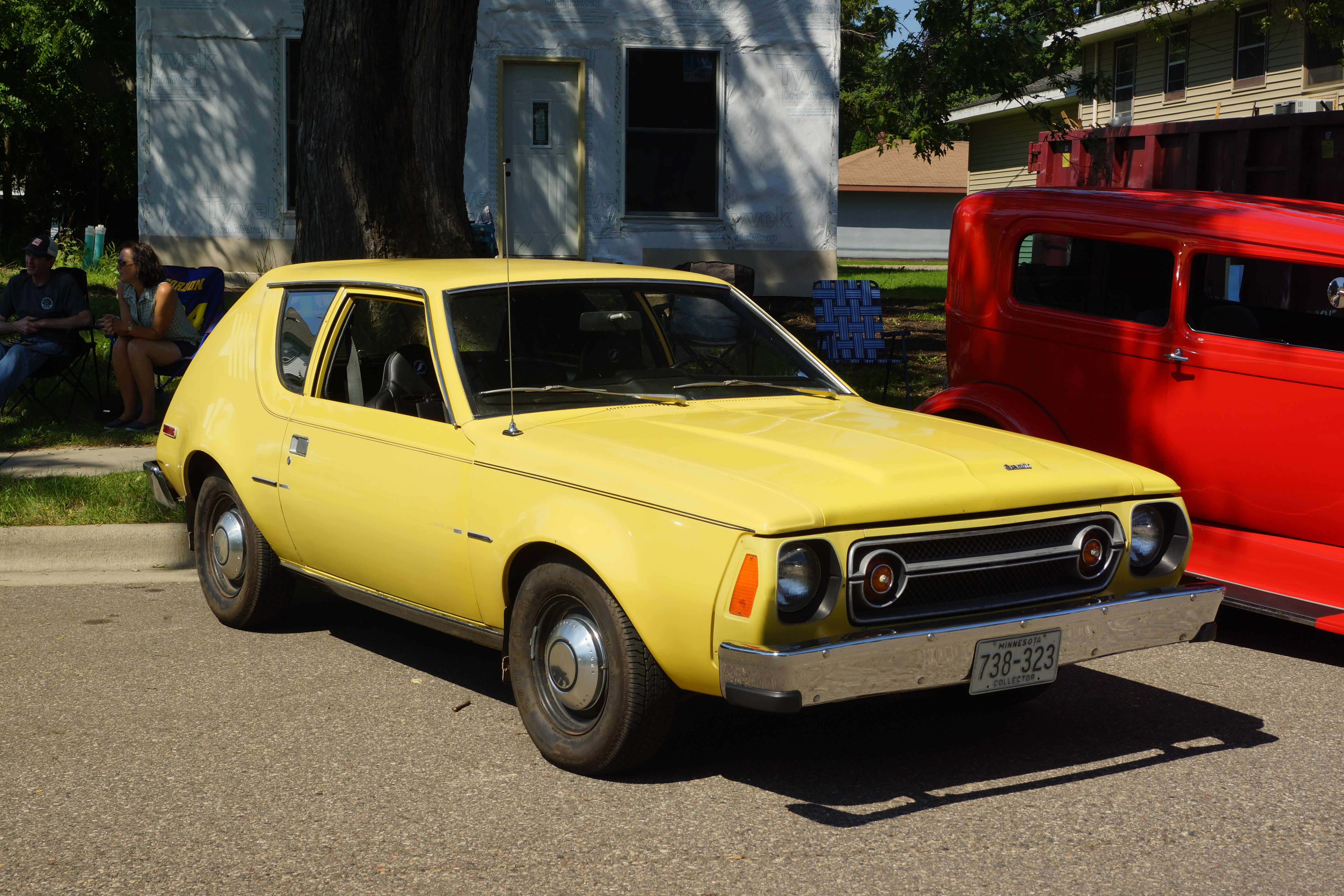
Une AMC Gremlin de 1976.

Les années suivantes, le modèle est légèrement amélioré sur le plan technique. En 1976, la face avant est entièrement repensée. Les tours des phares, auparavant ronds, deviennent ovales, et les clignotants passent d'une forme rectangulaire à circulaire. Les ailes avant sont modifiées pour être légèrement plus hautes, et une nouvelle ligne de finition « Custom » fait son apparition, En raison de la baisse des ventes, l'option de moteur V8 de 5,0 L est abandonnée en milieu d'année.
Les changements de l'année 1977 sont assez nombreux, et le modèle est redessiné pour la première fois. Le capot est révisé, les ailes avant sont plus courtes, de nouveaux pare-chocs sont ajoutés, le hayon en verre est plus haut, et les feux arrière sont agrandis, l'avant est raccourci de 102 mm, les feux de stationnement redeviennent rectangulaires et les phares sont encastrés dans des cadres carrés aux coins arrondis.
Au cours de sa dernière année de 1978, la Gremlin subi un certain nombre de modifications, avec notamment un nouvel intérieur, et l'ajout d'une version « GT ».

### Arrêt et succession
Au cours de ses huit années de production, la Gremlin ne subit pas de changements significatifs, tandis que d'autres sous-compactes plus avancées font leur apparition sur le marché ; les ventes de la Gremlin chutent alors de 52 % lors de sa dernière année de production. Au total, 671 475 exemplaires sont construites à l'arrêt de la production. En 1979, l'AMC Spirit, succède à l'AMC Gremlin.

## Les différentes versions
La Gremlin ne dispose pas directement de versions avec niveaux de finition. Toutes les versions sont en réalité des options, cumulables à l'unique modèle de base.

### Finitions

#### X

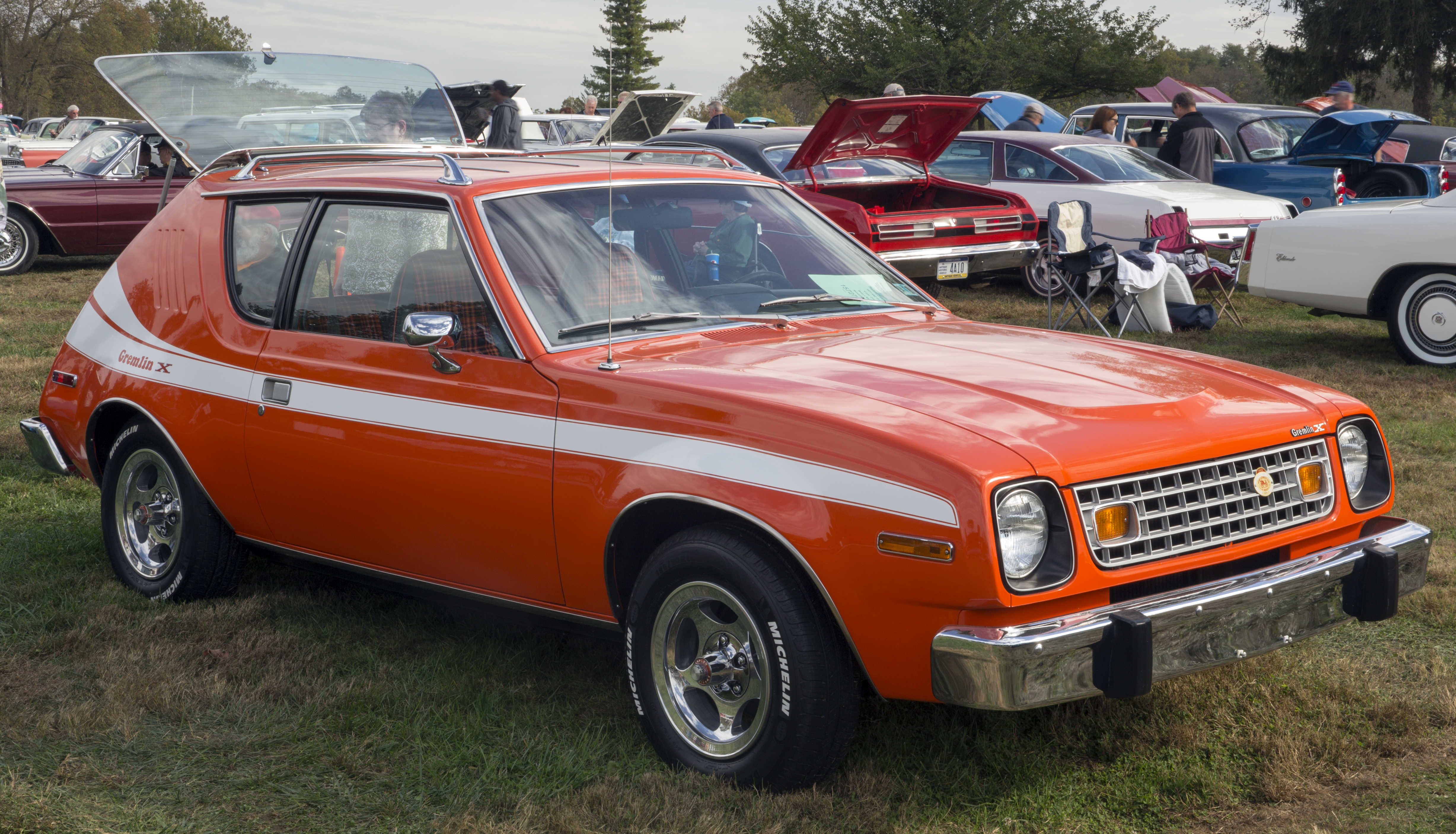
Une AMC Gremlin X de 1977.

La Gremlin X fait son apparition lors du millésime 1971. Il s'agit en réalité d'une option équipant la voiture avec de bandes latérale, de sièges baquets ainsi que de pneus Goodyear. Cette option confère à la voiture une allure sportive, et malgré son prix, l'option Gremlin X devient l'une des versions les plus populaires.

#### Levi'sGremlin
En 1973, AMC présente la « Levi’s Custom Interior package » (ou plus simplement la « Levi's Gremlin »), une option créée en partenariat avec Levi's, célèbre marque de pantalon en jeans. La spécificité de cette version réside dans les sièges, entièrement réalisés en jean, avec l'ajout de boutons et de coutures pour créer l'illusion d'un pantalon. Le modèle est équipé d'une unique peinture extérieure bleue, ainsi que de logos « Levi's » apposés sur les ailes. Bien qu'aucun chiffre de vente ne soit communiqué, la Levi's Gremlin est un franc succès, étant proposée jusqu'à la fin de la production du modèle.

#### Custom

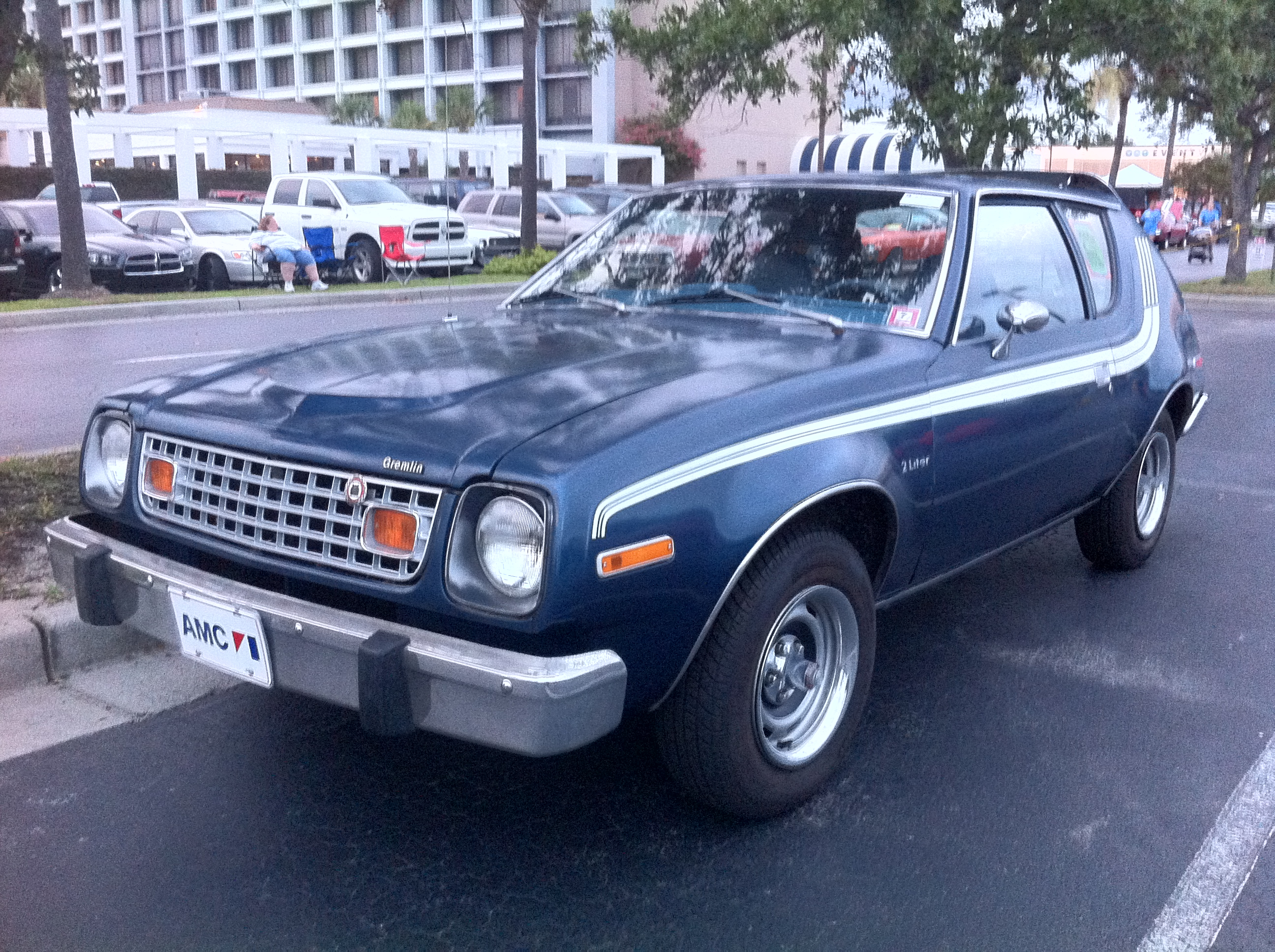
Une AMC Gremlin « Custom ».

En 1976, American Motors sort une nouvelle finition, la « Custom ». Elle dispose d'une garniture intérieure à rayures inédite appelée « Potomac », ainsi qu'une housse de roue de secours et d'autres détails esthétiques mineurs.

#### GT
Au milieu de l'année 1978, dernière année de commercialisation de la Gremlin, AMC lance la Gremlin « GT ». Elle arbore un design plus sportif avec un petit spoiler à l'avant, des ouvertures de roue plus larges, un tableau de bord en aluminium, des pare-chocs couleurs carrosserie et des extensions d'ailes. Elle est propulsée de série par le six cylindres en ligne (258) de 4,2 L de cylindrée. Au total, moins de 3 000 exemplaires de la Gremlin GT sont construits.

## Caractéristiques

### Dimensions
|                                                  | AMC Gremlin (1970-1972) | AMC Gremlin (1973) | AMC Gremlin (1974-1975) | AMC Gremlin (1976) | AMC Gremlin (1977-1978) |
| ------------------------------------------------ | ----------------------- | ------------------ | ----------------------- | ------------------ | ----------------------- |
| Longueur                                         | 4 096 mm                | 4 204 mm           | 4 326 mm                | 4 303 mm           | 4 226 mm                |
| Largeur                                          | 1 793 mm                | 1 793 mm           | 1 793 mm                | 1 793 mm           | 1 793 mm                |
| Hauteur                                          | 1 313 à 1 331 mm        | 1 313 à 1 331 mm   | 1 313 à 1 331 mm        | 1 313 à 1 331 mm   | 1 313 à 1 331 mm        |
| Empattement                                      | 2 438 mm                | 2 438 mm           | 2 438 mm                | 2 438 mm           | 2 438 mm                |
| Voies avant / arrière                            | 1 438 / 1 450 mm        | 1 438 / 1 450 mm   | 1 438 / 1 450 mm        | 1 438 / 1 450 mm   | 1 438 / 1 450 mm        |
| Masse à vide (PV) (selon moteurs et équipements) | 1 165 à 1 294 kg        | 1 225 à 1 357 kg   | 1 255 à 1 409 kg        | 1 284 à 1 420 kg   | 1 255 à 1 409 kg        |
| Coffre                                           | 170 L                   | 170 L              | 170 L                   | 170 L              | 170 L                   |
| Capacité du réservoir                            | 80 L                    | 80 L               | 80 L                    | 80 L               | 80 L                    |

Note : ce tableau comprend les dimensions hors-tout, cependant, les rétroviseurs, antennes ou autres éléments hors carrosserie ne sont pas compris dedans.

### Chaîne cinématique

#### Motorisations

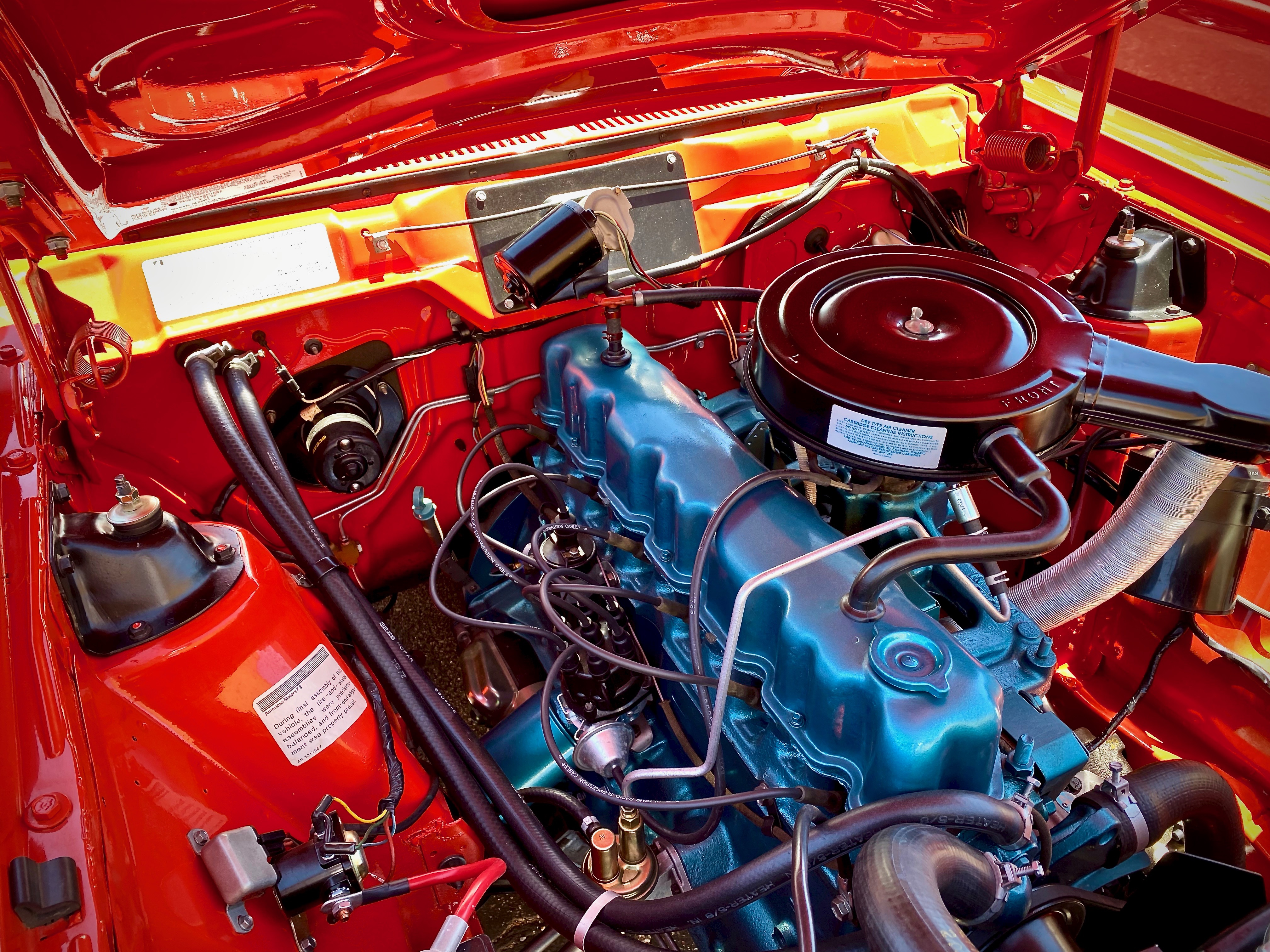
Moteur d'une Gremlin X 258 (4,2 L) de 1973.

La Gremlin est proposée avec plusieurs options de motorisation, toutes fonctionnant à l'essence, et dans trois différentes architectures : 4 et 6 cylindres en ligne, ainsi que V8. Le nom des motorisations de la Gremlin vient de la cylindrée en pouces cubes, étant donné que les États-Unis utilisent le système impérial.
Au fil de sa carrière, la Gremlin est équipée de quatre moteurs de cylindrées différentes : le « 199 » (199 pouces cubes, 3 258 cm3), « 232 » (232 pouces cubes, 3 801 cm3), « 258 » (258 pouces cubes, 4 235 cm3) et le « 304 » (304 pouces cubes, 4 981 cm3).
Au lancement en avril 1970, la Gremlin est proposée de série avec le moteur « 199 » (3,3 L) de 130 ch et le « 232 » (3,8 L) de 147 ch en option. En 1971, le moteur I6 de « 232 » devient de série, et le « 258 » (4,2 L) 152 ch est disponible en option.
| Modèle et boîte                                  | Production | Moteur                                | Cylindrée         | Puissance                      | Couple                 | 0 à 100 km/h                  | Vitesse maximale                  |
| ------------------------------------------------ | ---------- | ------------------------------------- | ----------------- | ------------------------------ | ---------------------- | ----------------------------- | --------------------------------- |
| AMC Gremlin I4 (boîte méca. 4 ou auto. 3)        | 1977–1978  | 4 cylindres en ligne Volkswagen EA831 | 1 984 cm3 (2,0 L) | 60 kW (81 ch) à 5 000 tr/min   | 142 N m à 2 800 tr/min | Méca. : 15,1 s Auto. : 17,8 s | Méca. : 151 km/h Auto. : 147 km/h |
| AMC Gremlin 199 (boîte méca. 3 ou auto. 3)       | 04/1970    | 6 cylindres en ligne AMC 199          | 3 258 cm3 (3,3 L) | 96 kW (130 ch) à 4 400 tr/min  | 247 N m à 1 600 tr/min | Méca. : 15,9 s Auto. : 16,5 s | 153 km/h                          |
| AMC Gremlin 232 87 (boîte méca. 4 ou auto. 3)    |            | 6 cylindres en ligne AMC 232          | 3 801 cm3 (3,8 L) | 64 kW (87 ch) à 3 400 tr/min   | 217 N m à 1 600 tr/min | Méca. : 14,9 s Auto. : 16,1 s | Méca. : 155 km/h Auto. : 152 km/h |
| AMC Gremlin 232 89 (boîte méca. 3 ou auto. 3)    |            | 6 cylindres en ligne AMC 232          | 3 801 cm3 (3,8 L) | 65 kW (89 ch) à 3 400 tr/min   | 222 N m à 1 600 tr/min | Méca. : 14,8 s Auto. : 16,2 s | Méca. : 157 km/h Auto. : 153 km/h |
| AMC Gremlin 232 91 (boîte méca. 3 ou auto. 3)    |            | 6 cylindres en ligne AMC 232          | 3 801 cm3 (3,8 L) | 67 kW (91 ch) à 3 050 tr/min   | 231 N m à 2 200 tr/min | Méca. : 14,2 s Auto. : 15,4 s | Méca. : 158 km/h Auto. : 154 km/h |
| AMC Gremlin 232 101 (boîte méca. 3 ou auto. 3)   | 1972       | 6 cylindres en ligne AMC 232          | 3 801 cm3 (3,8 L) | 74 kW (101 ch) à 3 600 tr/min  | 251 N m à 1 800 tr/min | Méca. : 12,8 s Auto. : 14,1 s | Méca. : 164 km/h Auto. : 160 km/h |
| AMC Gremlin 232 137                              | 1971       | 6 cylindres en ligne AMC 232          | 3 801 cm3 (3,8 L) | 101 kW (137 ch) à 4 400 tr/min | 285 N m à 1 600 tr/min |                               |                                   |
| AMC Gremlin 232 147 (boîte méca. 3 ou auto. 3)   | 04/1970    | 6 cylindres en ligne AMC 232          | 3 801 cm3 (3,8 L) | 108 kW (147 ch) à 4 300 tr/min | 292 N m à 1 600 tr/min | Méca. : 10,5 s Auto. : 12,4 s | Méca. : 165 km/h Auto. : 170 km/h |
| AMC Gremlin 258 97 (boîte méca. 3, 4 ou auto. 3) |            | 6 cylindres en ligne AMC 258          | 4 235 cm3 (4,2 L) | 71 kW (97 ch) à 3 050 tr/min   | 244 N m à 2 100 tr/min | Méca. : 13,4 s Auto. : 14,5 s | Méca. : 161 km/h Auto. : 158 km/h |
| AMC Gremlin 258 112 (boîte méca. 3 ou auto. 3)   | 1972       | 6 cylindres en ligne AMC 258          | 4 235 cm3 (4,2 L) | 82 kW (112 ch) à 3 500 tr/min  | 265 N m à 2 000 tr/min | Méca. : 11,6 s Auto. : 12,9 s | Méca. : 170 km/h Auto. : 166 km/h |
| AMC Gremlin 258 152                              | 1971       | 6 cylindres en ligne AMC 258          | 4 235 cm3 (4,2 L) | 112 kW (152 ch) à 3 800 tr/min | 325 N m à 1 800 tr/min |                               |                                   |
| AMC Gremlin 304 122 (boîte méca. 3 ou auto. 3)   | 1976       | V8 AMC 304                            | 4 981 cm3 (5,0 L) | 90 kW (122 ch) à 3 200 tr/min  | 298 N m à 2 200 tr/min | Méca. : 11,4 s Auto. : 12,2 s | Méca. : 169 km/h Auto. : 170 km/h |
| AMC Gremlin 304 152 (boîte méca. 3 ou auto. 3)   | 1972–1976  | V8 AMC 304                            | 4 981 cm3 (5,0 L) | 112 kW (152 ch) à 4 200 tr/min | 332 N m à 2 500 tr/min | Méca. : 9 s Auto. : 9,9 s     | Méca. : 159 km/h Auto. : 175 km/h |

#### Boîtes de vitesses
À sa sortie, la Gremlin est équipée d'une boite de vitesses manuelle ou automatique à 3 rapports. En 1972, la boîte de vitesses manuelle, qui comportait auparavant une première vitesse non synchronisée, est mise à niveau vers une synchronisation complète. La même année, la boite automatique BorgWarner est remplacée par la TorqueFlite, conçue par Chrysler. Au milieu de l'année 1974, la boîte à 4 vitesses manuelle est commercialisée.

### Mécanique
En termes de freinage, la Gremlin dispose de quatre freins à tambour de série jusqu'en 1977, année où les freins à disques, en option depuis 1972, deviennent standards à l'avant de la voiture.

### Châssis et carrosserie

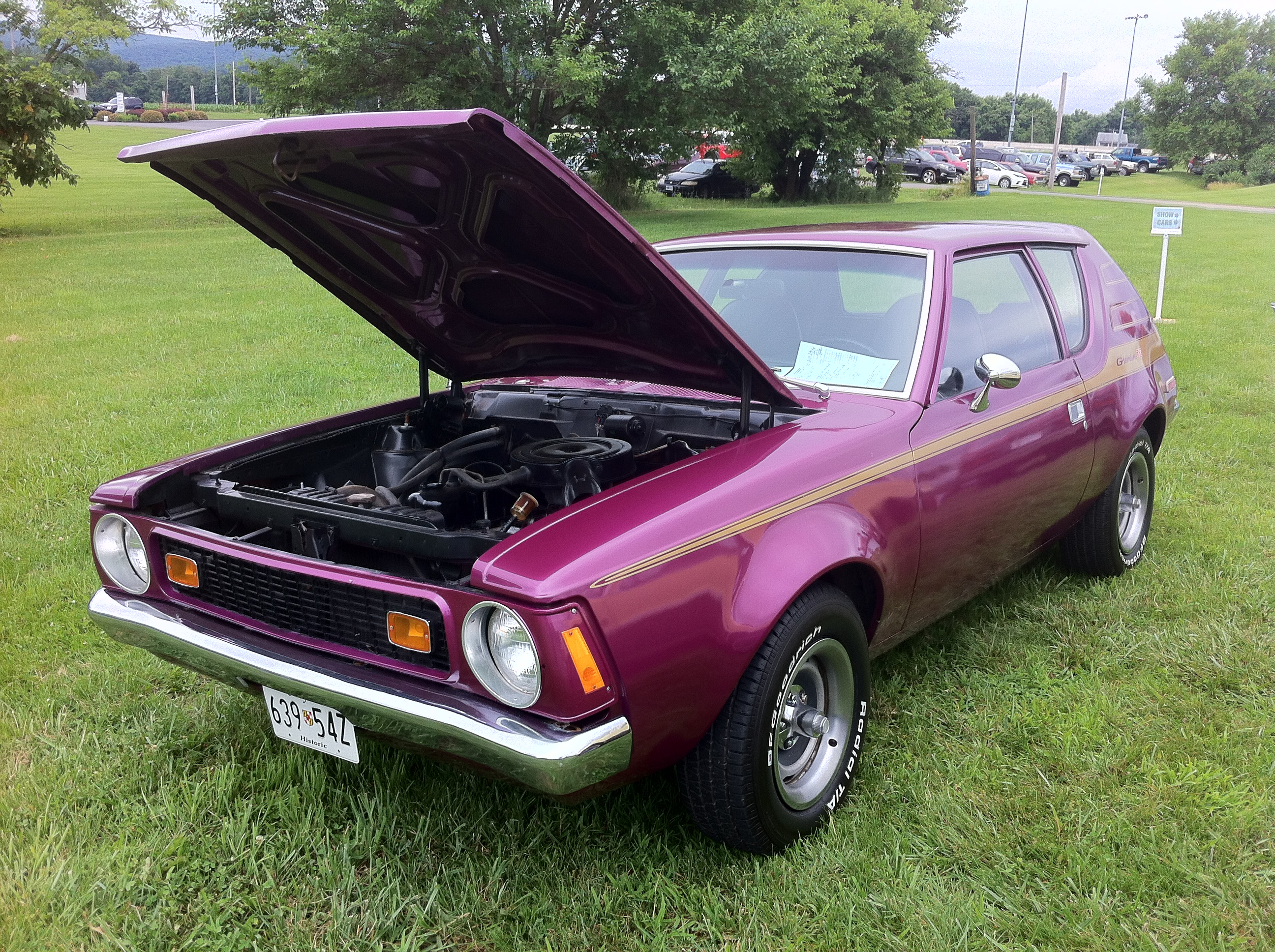
Une Gremlin de 1972 en couleur Fresh Plum (F3).

- Snow White (A1)
- Grasshopper Green (C8) (métallisé)
- Trans-Am Red (D7)
- Diamont Blue (E1) (métallisé)
- Olympic Blue (E2) (métallisé)
- Fairway Green (E3) (métallisé)
- Tallyho Green (E4) (métallisé)
- Pewter Silver (E5) (métallisé)
- Fawn Beige (E6)
- Copper Tan (E7) (métallisé)
- Mellow Yellow (E9)
- Blarney Green (F1)
- Maxi Blue (F2)
- Fresh Plum (F3) (métallisé)
- Dark Green (G3) (métallisé)
- Sienna Orange (G6)
- Alpine White (G7)
- Pastel Blue (G8)
- Medium Blue (G9) (métallisé)
- Deep Blue (H1) (métallisé)
- Dark Cocoa (H4) (métallisé)
- Green Apple (H5)
- Silver Dawn (H9) (métallisé)
- Ivory Green (J7)
- Caramel Tan (J8)
- Classic Black (P1)

## Production

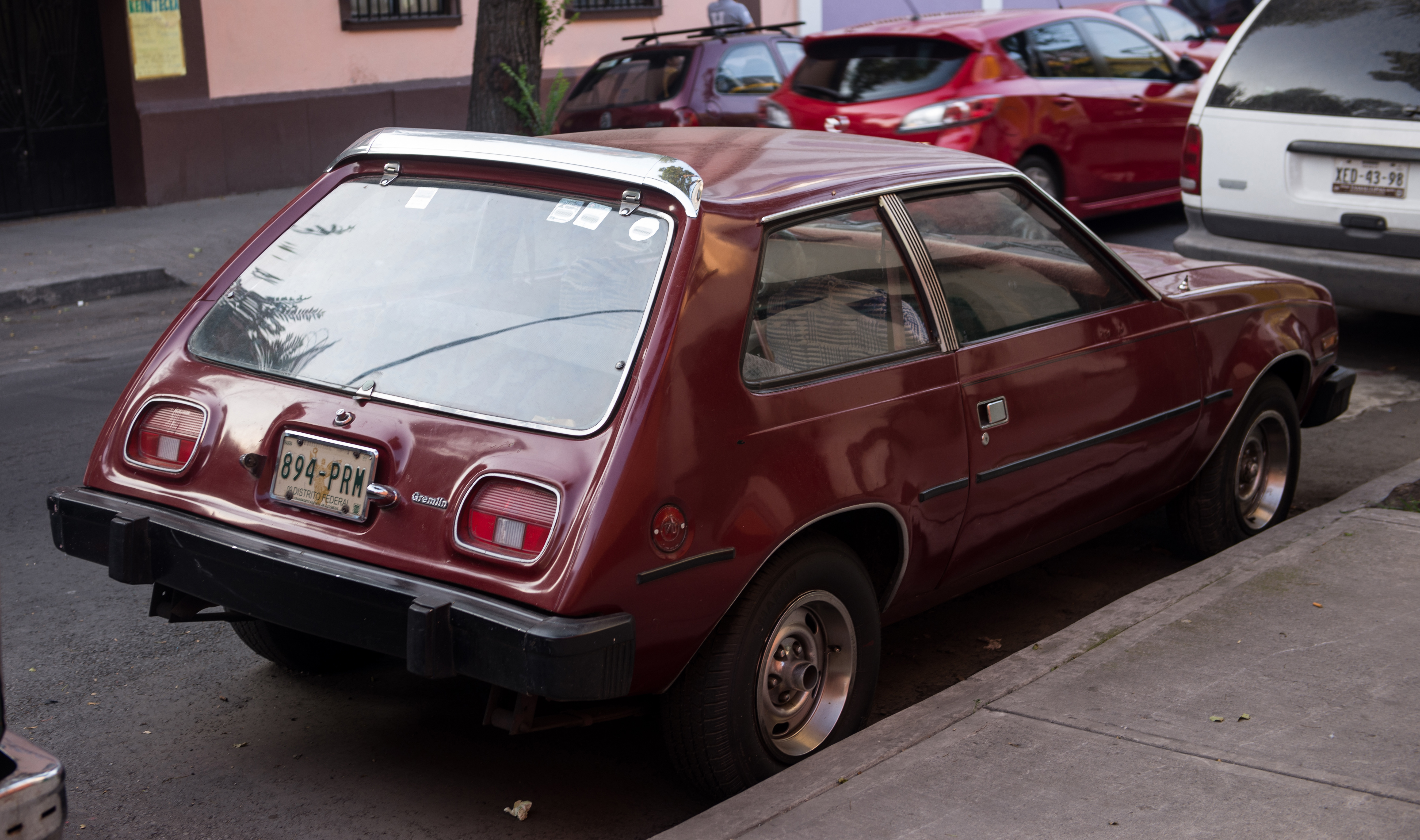
Une VAM Gremlin à Mexico.

La production totale de la Gremlin est établie à 671 475 exemplaires, sur trois sites de productions différents. En plus du site wisconsinien de Kenosha, AMC produit des Gremlin au Canada, dans son usine d'assemblage de Brampton, en Ontario, durant toute sa période de fabrication. Avec le passage du Canada au système international dans les années 1970, les derniers modèles de Gremlin sont construits avec un compteur de vitesse se lisant en kilomètres par heure.
À partir de 1974, avec l'arrêt de la production de l'AMC Javelin l'année précédente, la Gremlin est également produite sur le site de Mexico. Les modèles, très différents de la version américaine, sont fabriqués sous licence, par Vehiculos Automotores Mexicanos (VAM). Les versions mexicaines de la Gremlin, possèdent alors des garnitures, des intérieurs et des noms de modèles qui diffèrent des modèles équivalents fabriqués par AMC. Les modèles sont modifiés pour faire face à l'indice d'octane inférieur du Mexique en raison des altitudes plus élevées, et certains niveaux de finition comme les versions biplace, la Levi's Gremlin, la Gremlin Custom et la Gremlin GT ne sont pas fabriqués par VAM.

## Dans la culture populaire

### Cinéma

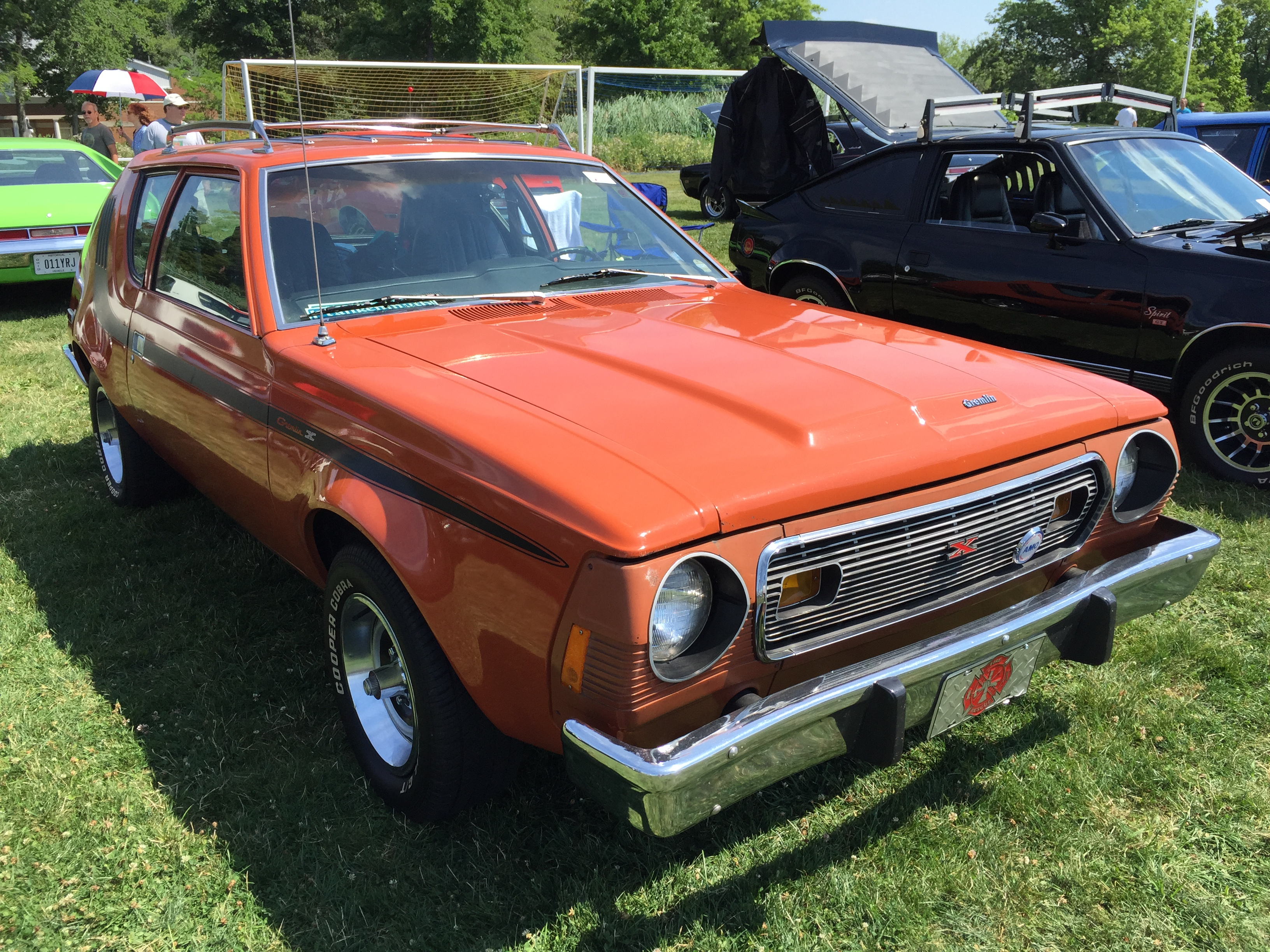
Une AMC Gremlin X de 1974, très similaire au personnage de « Grem », un des principaux antagonistes dans Cars 2.

Au début du film Gremlins, alors que le personnage de Randall Peltzer se rend vers la boutique de curiosités, il aperçoit une AMC Gremlin accidentée sur le côté de la route, le capot ouvert avec de la fumée s'en échappant.
Dans le film Les Looney Tunes passent à l'action de Joe Dante, réalisateur du film Gremlins, sorti en 2003, l'AMC Gremlin est la voiture du héro interprété par Brendan Fraser. La bande originale du film Gremlin est jouée lors de sa première apparition.
Dans le film Cars 2, sorti en 2011, plusieurs personnages sont des AMC Gremlin X anthropomorphisés. Dans le film, les « Gremlin » sont une famille de criminels au côté d'autres modèles des années 1970, comme les AMC Pacer, présentés comme des « sabots ». Les différents membres de cette famille portent un nom ressemblant à celui du modèle, tel que Grem, J. Curby Gremlin, Don Crumlin, Tyler Gremlin, ou Towga Gremlin.
Dans la série Cars : Sur la route, dans l'épisode 5 « Que le spectacle commence », l'un des acrobates nommé Greebles est une AMC Gremlin X de 1974. Dans l'épisode 3 « La fièvre de la vitesse », une Gremlin verte similaire est également visible en arrière-plan.

### Jeux vidéo
L'AMC Gremlin est jouable dans plusieurs jeux de la saga Forza Horizon, avec Forza Horizon 3 (2016), Forza Horizon 4 (2018), Forza Horizon 5 (2021), ainsi que dans le jeu Forza Motorsport 4 (2011). Le jeu vidéo Cars 2, adapté du film éponyme, permet également de jouer avec des AMC Gremlin.

### Musique
On peut apercevoir Eminem au volant d'une Gremlin dans le clip Purple Pills du groupe de hip-hop D12, tiré de l'album Devil's Night, sorti en 2001.